# (7896) Švejk
(7896) Švejk ist ein Asteroid des äußeren Hauptgürtels, der am 1. März 1995 vom tschechischen Astronomen Zdeněk Moravec am Kleť-Observatorium (IAU-Code 046) in Südböhmen auf dem Kleť in der Nähe der Stadt Český Krumlov entdeckt wurde.
Der Asteroid wurde am 2. April 1999 nach der fiktiven Figur des Josef Schwejk aus dem Roman Die Abenteuer des braven Soldaten Schwejk des tschechischen Schriftstellers Jaroslav Hašek (1883–1923) benannt, der mit Chuzpe und übertriebenem Gehorsam die Missstände in der österreichisch-ungarischen Armee offensichtlich macht.
Der Himmelskörper gehört zur Themis-Familie, einer Gruppe von Asteroiden, die nach (24) Themis benannt wurde.